# JK Narva Trans
El JK Narva Trans es un club de fútbol ubicado en Narva, Estonia. Fue fundado en 1979 y juega en la Meistriliiga, máxima categoría nacional. Se trata del único equipo, junto con el Flora Tallin, que ha disputado todas las ediciones de la liga estonia desde su creación en 1992.

## Historia
El JK Narva Trans fue fundado en 1979 como Avtomobilist Narva y en los años 1980 pasó a llamarse Autobass Narva, en ambos casos para reflejar su vinculación a la empresa local de autobuses. En tiempos de la Unión Soviética llegó a competir en la liga regional estonia, sin aguantar más de dos temporadas seguidas en la división superior.
Después de la independencia de Estonia, el equipo de Narva fue uno de los fundadores de la Meistriliiga en 1992, ya bajo el nombre actual de Narva Trans. Aunque los resultados mejoraron en el nuevo sistema de ligas, los títulos tardaron en llegar. En 2001 se proclamó campeón de la Copa de Estonia, tras derrotar al Flora Tallin por 1-0, bajo el liderazgo del delantero Maksim Gruznov, logro que repitió en 2019 al vencer por 2-1 al Nõmme Kalju. En las temporadas de 2007 y 2008 se convirtió en vencedor de la Supercopa de Estonia.

## Palmarés

### Torneos nacionales
- Copa de Estonia (3): 2001, 2019, 2023
- Supercopa de Estonia (2): 2007, 2008

## Participación en competiciones europeas
| Temporada | Torneo            | Ronda            | Rival               | Marcador | Marcador |
| --------- | ----------------- | ---------------- | ------------------- | -------- | -------- |
| 1996      | Intertoto Cup     | 1                | FC Groningen        | 1–4      | 1–4      |
| 1996      | Intertoto Cup     | 1                | Vasas SC            | 1–4      | 1–4      |
| 1996      | Intertoto Cup     | 1                | Lierse SK           | 0–3      | 0–3      |
| 1996      | Intertoto Cup     | 1                | Gaziantepspor       | 0–0      | 0–0      |
| 1999      | Intertoto Cup     | 1                | FC Jokerit          | 0–3      | 1–4      |
| 2000      | Intertoto Cup     | 1                | FC Ceahlăul         | 2–5      | 2–4      |
| 2001–02   | UEFA Cup          | Clasificatoria 1 | IF Elfsborg         | 3–0      | 0–5      |
| 2003      | Intertoto Cup     | 1                | OFK                 | 1–6      | 3–5      |
| 2004      | Intertoto Cup     | 1                | FK Vėtra            | 0–3      | 0–1      |
| 2005      | Intertoto Cup     | 1                | KSC Lokeren OV      | 0–2      | 1–0      |
| 2006      | Intertoto Cup     | 1R               | Kalmar FF           | 1–6      | 0–2      |
| 2007–08   | UEFA Cup          | Clasificatoria 1 | Helsingborgs IF     | 0–6      | 0–3      |
| 2008      | Intertoto Cup     | 1                | FK Ekranas          | 0–1      | 0–3      |
| 2009–10   | Europa League     | Clasificatoria 1 | Rudar Velenje       | 0–3      | 1–3      |
| 2010–11   | Europa League     | Clasificatoria 1 | MYPA                | 0–2      | 0–5      |
| 2011–12   | Europa League     | Clasificatoria 1 | FK Rabotnički       | 1–4      | 0–3      |
| 2012–13   | Europa League     | Clasificatoria 1 | Inter Baku          | 0–5      | 0–2      |
| 2013–14   | Europa League     | Clasificatoria 1 | Gefle IF            | 0–3      | 1–5      |
| 2018-19   | Europa League     | Clasificatoria 1 | FK Željezničar      | 0–2      | 1–3      |
| 2019-20   | Europa League     | Clasificatoria 1 | Budućnost Podgorica | 0–2      | 1–4      |
| 2019-20   | Conference League | Clasificatoria 1 | Pyunik              | 0–3      | 0-2      |